# 3 jóbarát és Jerry
A három jóbarát és Jerry (eredeti cím: 3 Friends & Jerry) színes, svéd-brit televíziós  rajzfilmsorozat, melyet 1998-tól 1999-ig sugárzott a Fox Family amerika televíziós csatorna. Magnus Carlsson készítette, a producerek a Happy Life Productions és a TV Loonland. Magyarországon a Jetix (Fox Kids) vetítette. A rajzolása eltér a legtöbb rajzfilmhez képest. A színek erősek, konsztrasztosak, a kontúrok erősek, a karakterek egyszerűek, a rajzolók szándékosan nem törekedtek a szépségre.

## Történet
A sorozat egy kisvárosban játszódik, a főszereplők kilenc-tízéves gyerekek, az ő mindennapjaikba tekintetünk bele a 10-15 perces részekben. A cselekmény nagyrészt Jerry, az új fiú körül forog, aki szeretne beilleszkedni új osztálytársai közé, ám Frank, a "bandavezér" ezt nem engedi, csak bizonyos feltételekkel. A gyereknek korukhoz nem illő problémáik vannak: a lányok idősebb fiúkra vágynak és vad bulikra, a fiúk már érdeklődnek az idősebb nők iránt és mindenáron járni akarnak egy elérhető lánnyal.

## A sorozat kritikái
Amikor a Nickelodeon vetíteni kezdte a sorozatot, sokan azon a véleményen voltak, hogy egyáltalán nem gyerekeknek való. Néhány részben erotikus jelenetek vannak (például a főcímdal alatt menő képsorokon a fiúk meg akarják lesni a lányok bugyiját egy tükörrel, amíg ők ugrálóköteleznek). Néhány részben úgyszintén meg akarták lesni meztelenül a lányokat. Néhol nem nyíltan, de meztelenül ábrázolták a szereplőket. Egy másik epizódban meglátták, amint a tanáruk pornográf oldalakat néz az interneten. Az egyik részben meg erotikus ruházatban mutatnak egy homoszexuális férfi párt.
Emellett a gyerekek illegális dolgokat is csináltak, például betörtek az emberekhez és loptak, egy másik részben pedig pénzt hamisítottak.
Sokak véleménye szerint ezen dolgok miatt a sorozat nem ajánlott tizenhat éven aluliaknak, ezért hamar lekerültek a képernyőről, bár a Jetix-en még 2008-ban is vetítették főműsoridőben. De 2009 elején a Jetixről is lekerült.

## Szereplők
- Jerry – Egy új gyerek, aki családjával nemrég költözött a városba. Szeretne bekerülni Frank, Thomas és Eric bandájába, de Frank nem akarja. Frank mindig elzavarja, ennek ellenére általában együtt látjuk őket. Jerry-nek mindig van valami "remek" ötlete, ami általában balul süt el. Szőke haja van, sárga pólót, kék nadrágot és piros cipőt visel. Magyar hang: Seszták Szabolcs
- Frank – Ő a Három jó barát banda vezetője. Mindig övé a döntő szó, a többiek ritkán mernek szembeszállni vele. Hamar dühbe gurul, elvörösödik a feje és toporzékol, ha nem az van, amit ő akar. Szerelmes az unokatestvérébe, Lindába, aki a legszebb lánynak számít a városban, ezért az a vágya, hogy egy pár legyenek. Linda ellenben ki nem állhatja az olyan kisfiúkat, mint Frank. Csak pár szál haja van, kék 1-es feliratú pólót, fekete nadrágot és zöld cipőt visel. Szülein kívül mindenki utálja, mert erőszakos és akaratos, nagyon negatív egyéniség. Magyar hang: Minárovits Péter
- Thomas – Frank egyik barátja, aki sosem veszi le zöld baseball sapkáját, és ha véletlenül lekerül róla, akkor sem ábrázolják a fejének azon részét, amit eltakar a sapka. Piros pólót, kék nadrágot és barna cipőt visel. Magyar hang: Várfi Sándor
- Eric – Frank másik barátja, aki imád focizni. A lányok őt tartják a legkevésbé gyerekesnek. Hosszú szőke haja van, zöld pólót, kék nadrágot és fekete football-cipőt visel. Többször is kilóg barátai közül. Magyar hang: Szokol Péter
- Linda – Frank unokatestvére. Nem szereti a vele egykorú fiúkat, idősebbekkel szeretne randizni (pl. Tonyval, barátnője bátyjával), ők azonban rá se hederítenek. Minden álma, hogy modell vagy szépségkirálynő legyen. A lányoknál ő a vezér, mindig az a divatos, amit ő annak tart. Szőke haja van, zöld blúzt, piros szoknyát és fekete cipőt visel. Magyar hang: Madarász Éva
- Mimmi – A város egyik leggazdagabb emberének, Roy Johnson-nak lánya és Linda barátnője. Fekete hajú, valószínűleg kínai. Kék ruhát visel, amin egy mosolygó fej van és piros cipőt. Magyar hang: Mics Ildikó
- Tess – Linda másik barátnője, Tony kishúga. Szerelmes Eric-be, de titkolja. Szőke haja van, fehér blúzt, lila szoknyát és zöld cipőt visel. Magyar hang: Orgován Emese
- Tony – Tess tizenöt éves bátyja, akibe minden lány szerelmes, de ő Monica-val az eladólánnyal szokott találkozgatni. Szeret motorozni és rockzenét hallgatni, illetve játszani. Hosszú szóke haja van és halálfejes fekete pólója. Magyar hang: Láng Balázs
- Dick pap – A város papja, aki igyekszik mindenre és mindenkire odafigyelni és mindenkin segíteni. Általában "bort iszik, vizet prédikál", meggyőzi az embereket arról, hogy pl. a gyerekek ne hallgassanak durva rockzenét és ne nézzenek horrorfilmeket, de otthonában ő azt a zenét hallgatja és azokat a filmeket nézi, amiről a lakosságot lebeszélte. Magyar hang: Wohlmuth István
- Oscar – Ő a város bolondja, aki valaha tiszteletbeli polgár volt. Mindenki fél tőle, kivéve a papot, aki próbál neki segíteni. Ha van hol laknia, egy öreg házban húzza meg magát. Magyar hang: Uri István
- Tanárnő – Jerry osztályának tanárnője, nevét nem említik. Próbálja jó irányba nevelni a gyerekeket.
- Tornatanár – Jerry apja, akinek szintén nem említik a nevét. Minden gyerek fél tőle, nagydarab, nagyon szigorú és állandóan kiabál. Mindig kinn van az összes foga, akár mérges, akár boldog. Magyar hang: Sótonyi Gábor
- Roy Johnson – A város legbefolyásosabb emberének tartják, Mimmi apja, és a város boltjának vezetője. Csak akkor tesz meg bármit is, ha haszna és sok pénze lesz belőle. Minden évben elfelejti a lánya születésnapját. Magyar hang: Katona Zoltán
- Monica – Roy Johnson boltjában dolgozik. A fiúk mind vele akarnak randizni, de ez csak Tonynak sikerül. Monica kihívóan rövid narancssárga ruhát visel. Magyar hang: Oláh Orsolya

## Epizódok
| #  | Magyar cím            | Eredeti cím               |
| -- | --------------------- | ------------------------- |
| 1  | Csókos Linda          | Kissing Linda             |
| 2  | Bankrablás            | Bank Robbery              |
| 3  | Hangyaboly            | Ant Hill                  |
| 4  | Ufók                  | UFO-Spotting              |
| 5  | Baleset               | Brake Slamming            |
| 6  | A cirkusz             | The Circus                |
| 7  | Elveszve              | Work Experience           |
| 8  | Sztárok               | Barking Up The Wrong Tree |
| 9  | Szépségverseny        | The Beauty Contest        |
| 10 | A banda               | Stars In Your Eyes        |
| 11 | Divat                 | Fashion                   |
| 12 | A hógolyócsata        | The Snowball Fight        |
| 13 | Jéghoki               | Ice Hockey                |
| 14 | A barátom egy hangya  | My Friend Is An Ant       |
| 15 | Csinos és takaros     | Neat and Tidy             |
| 16 | Tony bulija           | Tony's Party              |
| 17 | Tengeri halászat      | The Fishing Trip          |
| 18 | Betlehemesdi          | Carol Singing             |
| 19 | Dél tenger            | South Sea                 |
| 20 | Titkos klub           | The Club House            |
| 21 | A pénzhamisító        | The Forging Machine       |
| 22 | Cowboyok              | Cowboys                   |
| 23 | A csomag              | The Delivery              |
| 24 | Az idősek bulija      | Old People's Party        |
| 25 | Tudóspalánták         | Scientists 'R' Us         |
| 26 | Táborozás             | Camping                   |
| 27 | Bumeráng              | Boomerang                 |
| 28 | Rémítő mocsokforma    | Frightening Fifth Form    |
| 29 | Jerry szerencsenapja  | Jerry's Lucky Day         |
| 30 | Lánycsapda            | Catch The Girl            |
| 31 | Bolhapiac             | The Flea Market           |
| 32 | Tetű                  | Head Lice                 |
| 33 | Szupermárket          | Supermart                 |
| 34 | A vidéki rokon        | Country Cousin            |
| 35 | Titkos megbízás       | Secret Mission            |
| 36 | Hekkerek              | Hackers                   |
| 37 | A rén vadászat        | The Moose Hunt            |
| 38 | Csalás és átok        | Cheat And Curse           |
| 39 | A rágcsáló kiállítás  | The Rodent Exhibition     |
| 40 | A múzeum              | Museum                    |
| 41 | Harcművészetek        | Martial Arts              |
| 42 | Jelmezbál             | Costume Party             |
| 43 | Karácsonyi ünnepség   | Christmas Party           |
| 44 | Bébiszitterek         | Babysitting               |
| 45 | Rómeó és Júlia        | Romeo & Juliet            |
| 46 | A pedellus            | Caretaker                 |
| 47 | Botrány TV            | Tv Gossip                 |
| 48 | Hármas ikrek          | Triplets                  |
| 49 | Lány ruhában          | Girls Clothes             |
| 50 | Jávor banda           | Moose Gang                |
| 51 | Túlélő tábor          | Survival Camp             |
| 52 | Idegenek a világűrből | Visitors From Outer Space |
| 53 | Veszett kutya         | Stray Dog                 |
| 54 | A helyettes tanárnő   | The Substitute            |
| 55 | Zöld övezet           | Green Thumbs              |
| 56 | Az elveszett bárka    | The Lost Ark              |
| 57 | Jazz Prodigy          | Jazz Prodigy              |
| 58 | Levelező társak       | Pen Pal                   |
| 59 | Családi viszonyok     | Family Matters            |
| 60 | Udvarlás kezdőknek    | Wooing for Begginers      |
| 61 | Szemüveg              | Glasses                   |
| 62 | Szellem az üvegben    | Genie in the Glass        |
| 63 | Tiltott gyümölcs      | Forbidden Fruit           |
| 64 | Forgalmi rendetlenség | Traffic Sense             |
| 65 | Miss Kicsoda          | Miss Jerry                |
| 66 | Kamasz rádió          | Junior Show               |
| 67 | Szupermodellek        | Super Model               |
| 68 | A fiunk egy strucc    | Our Son Is An Ostrich     |
| 69 | Korhatár              | Age Limit                 |
| 70 | Kerti mulatság        | Garden Party              |
| 71 | Hegyiember            | Snowman                   |
| 72 | Csatornaszörny        | Sewergators               |
| 73 | A költözés            | The Move                  |
| 74 | Tánc mánia            | Dance Mania               |
| 75 | Régészeti ásatag      | Archaeological Dig        |
| 76 | Dzseki 3              | Jacket III                |
| 77 | Veterán rock          | Veteran Rock              |
| 78 | Tavaszi érzések       | Spring Feelings           |
| 79 | Kakadu                | Cockatoo                  |
| 80 | Ítéletnap             | Judgement Day             |
| 81 | Fóbia gyógyítás       | Curing Phobias            |
| 82 | Alvajáró              | Sleepwalker               |
| 83 | Iskolaújság           | School Paper              |
| 84 | Rekord torta          | Record Cake               |
| 85 | Csodakenőcs           | Miracle Cream             |
| 86 | Az úszás tanárnő      | Swimming Teacher          |
| 87 | Bűvésztrükkük         | Magic Tricks              |
| 88 | Béka gyűjtemény       | Frog Collection           |
| 89 | Éjjeli bagoly         | Night Owl                 |
| 90 | Olimpia               | Olympic Games             |
| 91 | A titkos láda         | Secret Box                |

## Külső hivatkozások
- Kimcartoon
- TheTVDB